# Trentepohlia (Trentepohlia) cara
Trentepohlia (Trentepohlia) cara is een tweevleugelige uit de familie steltmuggen (Limoniidae). De soort komt voor in het Afrotropisch gebied.